# Piasutno (jezioro)
Piasutno (Piasutno Duże) – jezioro w Polsce położone w województwie warmińsko-mazurskim, w powiecie szczycieńskim, w gminie Świętajno.

## Dane
- Typ - rynnowe, linowo-szczupakowe, hodowlane
- Jezioro jest otwarte poprzez cieki:
  - na północy wpływa wąski ciek z jeziora Nożyce
  - na południu wypływa wąska struga Piasutna, łącząca się z Szkwą

## Opis
Jezioro wydłużone z północnego zachodu na południowy wschód. Leży wśród lasów, łąk i pól uprawnych, wąską naturalną groblą oddzielone jest od jeziora Nożyce groblą, która pełni również funkcję wąskiej drogi przejazdowej między jeziorami. Brzegi są płaskie i łagodnie wzniesione. Od południa otacza je wieś Piasutno. Kilkaset metrów na wschód w równoległej dolinie znajduje się jezioro Świętajno Łąckie. Dawne nazwy niemieckie to Piasuden Gros, Piassutter See i Dorf See.
Jeszcze pod koniec XX w. uważano, że jest to jezioro hydrologicznie zamknięte z powodu faktu, że od Nożyc oddzielone jest groblą. Obecnie wiadomo, że łączy je ciek wodny i woda przesącza się powoli z Nożyc do Piasutna. Oprócz tego z Piasutna wypływa niewidoczna często struga Piasutna, łącząca się z Szkwą, zwaną na tym odcinku Rozogą.
Dojazd do jeziora ze Szczytna drogą krajową nr 53 do Świętajna, następnie drogą utwardzoną na północ do Piasutna.

## Turystyka
Jezioro niezbyt czyste, co znacznie różni je od sąsiadującego z nim jeziora Nożyce. Dno muliste, zarośnięte bardzo obficie przez roślinność podwodną. Jezioro dość oblegane przez turystów, w sezonie zaśmiecone. Jezioro linowo-szczupakowe, dominują: szczupak, okoń, płoć, wzdręga ("krasnopiórka"), leszcz, ukleja. Wschodnie brzegi otoczone przez osiedla domków letniskowych, kempingi i pola namiotowe.
Ponadto nad północnym brzegiem jeziora, około 100 m od brzegu, znajduje się gospodarstwo agroturystyczne  Piekar-Turist. Obok znajduje się wypożyczenia rowerów wodnych, kajaków i łódek.